# Liste der Kulturdenkmale in Süderbrarup
In der Liste der Kulturdenkmale in Süderbrarup sind alle Kulturdenkmale der schleswig-holsteinischen Gemeinde Süderbrarup (Kreis Schleswig-Flensburg) und ihrer Ortsteile aufgelistet (Stand: 14. April 2025).
Die Bodendenkmale sind in der Liste der Bodendenkmale in Süderbrarup aufgeführt.

## Legende
In den Spalten befinden sich folgende Informationen:
- Objekt-ID: die Nummer des Kulturdenkmales
- Lage: die Adresse des Kulturdenkmales und die geographischen Koordinaten. Kartenansicht, um Koordinaten zu setzen. In der Kartenansicht sind Kulturdenkmale ohne Koordinaten mit einem roten Marker dargestellt und können in der Karte gesetzt werden. Kulturdenkmale ohne Bild sind mit einem blauen Marker gekennzeichnet, Kulturdenkmale mit Bild mit einem grünen Marker.
- Offizielle Bezeichnung: Bezeichnung des Kulturdenkmales
- Beschreibung: die Beschreibung des Kulturdenkmales
- Bild: ein Bild des Kulturdenkmales

## Sachgesamtheiten
| Objekt-ID      | Lage                                                            | Offizielle Bezeichnung | Beschreibung | Bild                             |
| -------------- | --------------------------------------------------------------- | ---------------------- | --- | -------------------------------- |
| 54052          | Große Straße 12, 12a (54° 38′ 3″ N, 9° 46′ 25″ O)               | Hofanlage              | Hofanlage; Mitte 19. Jahrhundert; ehemaliger Altenteiler des Hardesvogtei-Hofes, Anlage aus Wohnhaus mit Wirtschaftsgebäude - Begründung: geschichtlich, künstlerisch, städtebaulich, Kulturlandschaft prägend - Schutzumfang: Wohnhaus, Wirtschaftsgebäude                                          | BW                               |
| 40989 Wikidata | Teichstraße 5, Kappelner Straße 10 (54° 38′ 8″ N, 9° 46′ 48″ O) | Kirche St. Jacobus     | Aktualisierung vorgesehen - Begründung: geschichtlich, wissenschaftlich, künstlerisch, städtebaulich, Kulturlandschaft prägend - Schutzumfang: Kirche St. Jacobus mit Ausstattung, Kirchhof, Kirchhofspforten, Feldsteinwall/-böschung, Lindenreihen (Teichstraße 5); Pastorat (Kappelner Straße 10) | weitere Fotos \| Fotos hochladen |

## Bauliche Anlagen
| Objekt-ID     | Lage                                                   | Offizielle Bezeichnung             | Beschreibung | Bild                             |
| ------------- | ------------------------------------------------------ | ---------------------------------- | --- | -------------------------------- |
| 7492          | Am Wald (54° 38′ 3″ N, 9° 49′ 15″ O)                   | Wohnhaus                           | Alteintragung (Aktualisierung vorgesehen) - Begründung: geschichtlich, Kulturlandschaft prägend - Schutzumfang: gesamtes Objekt - Denkmaltyp: Bauliche Anlage | BW                               |
| 9104          | Am Wald (54° 38′ 3″ N, 9° 49′ 14″ O)                   | Hof Hansen: Abnahmehaus            | Alteintragung (Aktualisierung vorgesehen) - Begründung: geschichtlich, Kulturlandschaft prägend - Schutzumfang: gesamtes Objekt - Denkmaltyp: Bauliche Anlage | BW                               |
| 9671          | Angelnhalle (54° 38′ 18″ N, 9° 46′ 22″ O)              | Rinderauktionshalle                | Alteintragung (Aktualisierung vorgesehen) - Begründung: geschichtlich, künstlerisch, städtebaulich - Schutzumfang: gesamtes Objekt - Denkmaltyp: Bauliche Anlage | Fotos hochladen                  |
| 3121 Wikidata | Bahnhofstraße 15 (54° 38′ 12″ N, 9° 46′ 17″ O)         | Bahnhofsgebäude                    | Alteintragung (Aktualisierung vorgesehen) - Begründung: Alteintragung (Aktualisierung vorgesehen) - Schutzumfang: Alteintragung (Aktualisierung vorgesehen) - Denkmaltyp: Bauliche Anlage | weitere Fotos \| Fotos hochladen |
| 6824          | Große Straße 12 (54° 38′ 4″ N, 9° 46′ 25″ O)           | Wohnhaus                           | Wohnhaus; Mitte 19. Jahrhundert; eingeschossiger traufständiger Backsteinbau, weiß verputzt, reetgedecktes Halbwalmdach, Mitteleingang unter Zwerchhaus, rückwärtig gerundeter, verglaster Anbau - Begründung: geschichtlich, künstlerisch, städtebaulich, Kulturlandschaft prägend - Schutzumfang: Wohnhaus, - Denkmaltyp: Bauliche Anlage, Sachgesamtheit: Hofanlage | BW                               |
| 2055 Wikidata | Gut Dollrott: Herrenhaus (54° 38′ 36″ N, 9° 49′ 57″ O) | Gut Dollrott                       | Alteintragung (Aktualisierung vorgesehen) - Begründung: geschichtlich, künstlerisch, Kulturlandschaft prägend - Schutzumfang: Gut Dollrott: Herrenhaus, Wassergraben - Denkmaltyp: Bauliche Anlage | weitere Fotos \| Fotos hochladen |
| 8644          | Holm 52 (54° 37′ 39″ N, 9° 46′ 44″ O)                  | Bauernhaus                         | Alteintragung (Aktualisierung vorgesehen) - Begründung: geschichtlich, städtebaulich - Schutzumfang: gesamtes Objekt - Denkmaltyp: Bauliche Anlage | Fotos hochladen                  |
| 6823          | Kappelner Straße 10 (54° 38′ 8″ N, 9° 46′ 45″ O)       | Pastorat                           | Alteintragung (Aktualisierung vorgesehen) - Begründung: geschichtlich, wissenschaftlich, städtebaulich - Schutzumfang: Alteintragung (Aktualisierung vorgesehen) - Denkmaltyp: Bauliche Anlage, Sachgesamtheit: Kirche St. Jacobus | Fotos hochladen                  |
| 5130          | Teichstraße 5 (54° 38′ 8″ N, 9° 46′ 47″ O)             | Kirche St. Jacobus mit Ausstattung | Alteintragung (Aktualisierung vorgesehen) - Begründung: geschichtlich, künstlerisch, städtebaulich - Schutzumfang: gesamtes Objekt - Denkmaltyp: Bauliche Anlage, Sachgesamtheit: Kirche St. Jacobus | weitere Fotos \| Fotos hochladen |

## Gründenkmale
| Objekt-ID | Lage                                       | Offizielle Bezeichnung | Beschreibung | Bild            |
| --------- | ------------------------------------------ | ---------------------- | --- | --------------- |
| 23075     | Teichstraße 5 (54° 38′ 6″ N, 9° 46′ 49″ O) | Kirchhof               | Alteintragung (Aktualisierung vorgesehen) - Begründung: geschichtlich, Kulturlandschaft prägend - Schutzumfang: Kirchhof, Kirchhofspforten, Feldsteinwall/-böschung, Lindenreihen - Denkmaltyp: Gründenkmal, Sachgesamtheit: Kirche St. Jacobus | Fotos hochladen |

## Quelle
- Liste der Kulturdenkmale in Schleswig-Holstein – Kreis Schleswig-Flensburg

- Karte mit allen Koordinaten:
- OSM |
- WikiMap